# Peripatopsis alba
Peripatopsis alba är en klomaskart som beskrevs av Lawrence 1931. Peripatopsis alba ingår i släktet Peripatopsis och familjen Peripatopsidae. IUCN kategoriserar arten globalt som sårbar. Inga underarter finns listade i Catalogue of Life.